# Швейцарська союзна угода
Швейцарська союзна угода (нім. Bundesvertrag, фр. Pacte fédéral, італ. Patto federale) — правова основа нової Швейцарської конфедерації 1815 року. Вона виникла після втручання великих держав Шостої коаліції, яка перемогла Наполеона.
Союзна угода визначала конфедеративний устрій між 22 незалежними кантонами. Як реставраційна конституція Швейцарії діяла з 1815 по 1848 рік, коли було ухвалено Федеральну конституцію Швейцарії.

## Історичний розвиток
Коли 1813 року антифранцузькі війська увійшли до Швейцарії, Акт про медіацію, затверджений Наполеоном у 1803 році, втратив значення і був скасований у 10 з 19 кантонів, які одночасно заснували Конфедеративний конвент (нім. Eidgenössische Versammlung) у Цюриху з метою створення нової Союзної спільноти (нім. Bundesverein) на кшталт Старої конфедерації. Було представлено 9 старих і 5 нових кантонів. З лютого 1814 року велись переговори щодо нової конституції для заміни Акта про медіацію.
У той самий час швидко розвивався реакціонізм. Бернська буржуазія влаштувала державний переворот у кантоні Берн і скасувала суверенітет Во та Ааргау, приєднавши їх назад до Берну. У кантонах Золотурн, Фрібур та Люцерн буржуазія також захопила владу в 1814 році. Лісові кантони Швіц, Нідвальден й Урі, а також Цуг, прагнули повернутися до часів, що передували Гельветійській Республіці та скликали антизібрання. У березні 1814 року Швейцарія була на межі громадянської війни між реакціоністськими кантонами на чолі з Берном проти поміркованих кантонів на чолі з Цюрихом. На так званих Довгих зборах, що тривали з 6 квітня 1814 року до 31 серпня 1815 року, посли великих європейських держав наполягали на існуванні нових кантонів і погрожували «примусовою медіацією», якщо конфедерати не дійдуть згоди між собою. Під впливом Іоанніса Каподистрії, Стратфорда Каннінга, Клода Марі Густава де Дамаса та Августа Ернста фон Штайгентеша було створено новий проєкт конституції. У ньому була посилена військова компетенція Конфедерації, яку реакціоністські кантони категорично відкидали: тільки 9,5 кантонів погодилися (Нідвальден був напівкантоном), і особливо великий Берн був проти цього. Коли реакціоністські кантони знову почали формувати особливий союз (Зондербунд), і таким чином знову постала загроза громадянської війни, великі держави розглядали можливість розділу Швейцарії, що в кінцевому підсумку призвело до згоди зборів на ухвалення нової угоди. Нова Союзна угода була затверджена 9 вересня 1814 року і набула чинності 7 серпня 1815 року.

## Зміст Союзної угоди

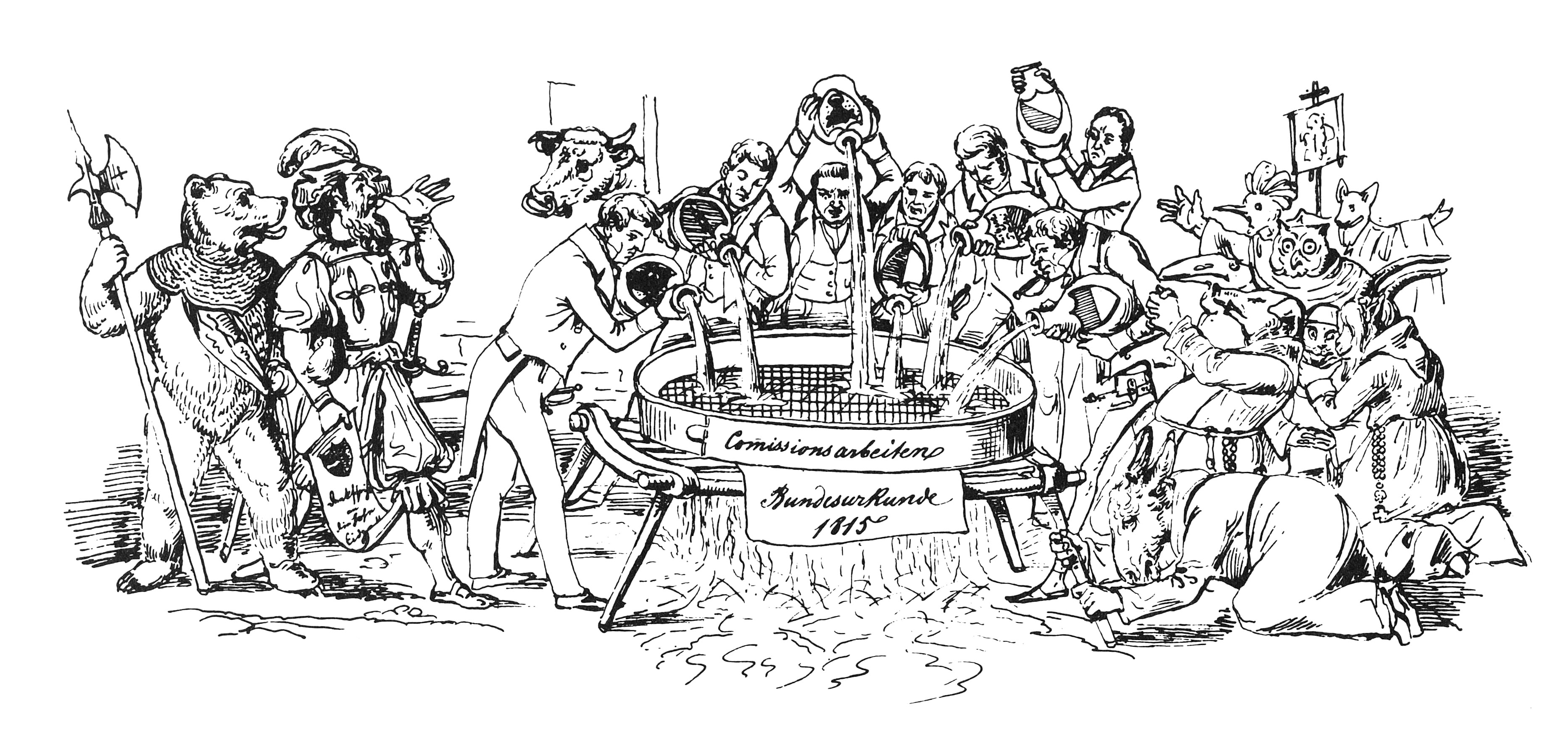
«Занадто багато кухарів псують бульйон». Карикатура на створення Союзної угоди. Генріх фон Аркс, 1833

Союзна угода складалася з 15 статей. Вона гарантувала рівноправну свободу кантонів, громадянські права згадувалися в так званій «забороні підданих» (нім. Untertanenverbot. Союзна влада, що значно послабшала порівняно з Актом про медіацію, перебувала в руках тагзатцунгу, який по черзі збирався в головних містах — Цюриху, Берні та Люцерні. Єдиною компетенцією Конфедерації була спільна політика безпеки (армія). Також більше не існувало швейцарського ландамана. Територіальні конфлікти між кантонами мали вирішуватися арбітражним судом Віденського конгресу.
Відкритим і невирішеним питанням залишалося питання Зондербунду, що 1847 року призвело до Зондербундської війни, а зрештою, у 1848 році, — до заміни Союзної угоди на Федеральну конституцію.